# فردریک باکارت
فردریک باکارت (انگلیسی: Frederik Backaert؛ زادهٔ ۱۳ مارس ۱۹۹۰ ‏(۳۵ سال)) دوچرخه‌سوار اهل بلژیک است.
از باشگاه‌هایی که در آن بازی کرده‌است می‌توان به لاندباوکردیت–کولناخو و وانتی–گروپ گوبر اشاره کرد.